# Resgate (álbum de Resgate)
Resgate é o quarto álbum de estúdio da banda brasileira de nome homônimo, lançado em 1997.
Com a vontade da banda em produzir um disco com característica vintage, seus integrantes, juntamente com o produtor Paulo Anhaia investiram em uma sonoridade crua, com experimentações de guitarra. Sem masterização, o resultado final gerou timbres que, na visão de seus integrantes são, até hoje inéditos na carreira do Resgate. Assim, foi o primeiro disco do grupo com uma sonoridade comparada ao britpop. Além disso, Resgate abandonou o humor apresentando em seu antecessor, On the Rock. Em janeiro de 2014, com a remasterização da discografia do Resgate, o álbum passou a ser vendido em formato digital.
Em 2015, foi considerado, por vários historiadores, músicos e jornalistas, como o 50º maior álbum da música cristã brasileira, em uma publicação dirigida pelo Super Gospel. Em 2018, foi eleito pelo mesmo portal o 6º melhor álbum da década de 1990.

## Antecedentes
Em 1995, o Resgate começou a desenvolver uma parceria com o produtor Paulo Anhaia no álbum On the Rock. A banda também passou a exercer maior influência na gestão artística da própria carreira, com o baterista Jorge Bruno acumulando funções dentro da gravadora Gospel Records. Com isso, o grupo passou a trabalhar na obra que se tornaria Resgate.

## Gravação
Neste álbum, o Resgate optou por um som mais leve que o anterior, que chegou a ter influências do heavy metal. Desta vez, a banda concentrou suas influências no rock da década de 1960, especialmente os Beatles. Isso coincidiu com a popularidade do britpop, que também se caracterizava por um revival do mesmo período.
O baixista Marcelo Amorim disse em 2011: "O CD não foi masterizado, o Paulo e o Zé apenas checaram os níveis de áudio e a sequência das músicas, isso foi feito na cozinha da casa da mãe do Paulo no computador dele. Por isso na ficha técnica aparece - Masterização: Mother's Kitchen. Queríamos um som cru, e foi o que aconteceu. Até hoje acho esse CD muito atual, na tendência, na linguagem e no som, ele é de 1997. Nunca mais tiramos aquele mesmo som da batera, o Paulo tava inspirado".
Nesta mesma época, a banda também viajou a Londres, o que inspirou a estética do álbum.[carece de fontes?]

## Lançamento e recepção
| Críticas profissionais | Críticas profissionais |
| Avaliações da crítica  | Avaliações da crítica  |
| Fonte                  | Avaliação              |
| ---------------------- | ---------------------- |
| O Propagador           | [ 1 ]                  |
| Rafael Porto           | [ 4 ]                  |
| Super Gospel           | [ 5 ]                  |

Resgate foi lançado em 1997 pela gravadora Gospel Records e recebeu avaliações favoráveis da mídia especializada. O jornalista Rafael Porto defendeu que a banda escolheu "uma variedade de efeitos de guitarra pouco comuns até então, evitando a distorção tão marcante no hard rock dos trabalhos anteriores" e que a obra "traz uma sonoridade nova à música nacional — antecipando o que o Skank faria só em 2003 com o cultuado Cosmotron".
Retrospectivamente, a obra recebeu uma cotação de 4 de 5 estrelas do guia discográfico do O Propagador. Segundo o guia, "é liricamente o disco mais complexo do Resgate". Para o Super Gospel, "Resgate é o nome mais adequado que o álbum poderia ter. A partir dele, todo o som da banda se guiou e as influências britânicas deixaram de ser exceção para se tornar regra".
Em 2015, foi eleito pelo Super Gospel o 50º maior álbum da música cristã brasileira em lista feita por vários historiadores, músicos e jornalistas. Em 2018, o mesmo portal classificou a obra como o 6º melhor álbum da década de 1990.

## Faixas
Todas as composições por Resgate, exceto "Antes" e "Em Todo Lugar", creditadas a Zé Bruno.
1. "Liberdade"
2. "Pouco Importa"
3. "E daí?"
4. "O Jantar"
5. "Terceiro Dia"
6. "Antes"
7. "No One"
8. "Em Todo Lugar"

## Ficha técnica
A seguir estão listados os músicos e técnicos envolvidos na produção de Resgate:
Banda
- Zé Bruno - vocais, guitarras
- Hamilton Gomes - guitarra
- Marcelo Amorim - baixo
- Jorge Bruno - bateria

Músicos convidados e equipe técnica
- Paulo Anhaia - produção musical, engenharia de áudio, mixagem